# Періханим Софієва
Періханим Софієва (азерб. Pərixanım Sofiyeva, груз. ფარიხან სოფიევა; 1884, Караджаларі, Тифліська губернія, Російська імперія — 1953, Караджаларі, Ґардабанський район, Грузинська РСР) — перша в мусульманському світі жінка, обрана депутатом.

## Біографія
Народилася в селі Караджаларі, розташованому у населеному азербайджанцями регіоні Грузії. Періханим Софієва, яка стала дуже популярною ще в період царату, перемогла 1918 року на виборах у регіоні свого проживання кандидата від партії соціалістів-федералістів Грузії і пройшла до парламенту Грузії як безпартійний депутат.
Попри те, що вона прожила досить довго, детальної інформації про цей період, як і раніше, немає.

### Ранній період життя
У сім'ї було 9 дітей. Вона була єдиною дочкою. Періханим дбала про братів. На позики з банків відкрила в селі сирітський притулок. Після здобуття Грузією незалежності обрана до парламенту.
Історик Іраклій Гвадагіані, який досліджував Грузинську Демократичну Республіку, помітив у списку депутатів, обраних від Тифліської губернії, ім'я жінки-мусульманки. Спочатку історик у це не повірив, але пізніше натрапив на це ім'я в офіційній газеті грузинських соціалістів-федералістів і зайнявся вивченням цього питання. Так Періханим Софієва, перша жінка-депутат в мусульманському світі, стала знана сучасній історії.
Після Лютневої революції 1917 року під час Тимчасового уряду почалося реформування системи місцевого самоврядування на Кавказі і підготовка до виборів. Процес протікав на тлі важких політичних катаклізмів і фактично не просунувся до проголошення незалежності Грузії. З 28 травня до кінця 1918 року в основних повітах Грузії відбулися вибори до органів місцевого самоврядування. У 1919—1920 роках відбулися вибори до органів місцевого самоврядування і в інших повітах, які раніше контролювалися центральним урядом. Вибори Тифліського повіту були відкладені до кінця осені, оскільки не вдалося мобілізувати виборців, зайнятих на сільськогосподарських роботах. Згідно з виборчою системою, повіти були поділені на виборчі округи, де громадяни мали обрати певну кількість депутатів за пропорційними списками. Останні вибори Тифліського повіту пройшли в окрузі Караязи, де більшість виборців складали азербайджанці. Несподівано Періханим Софієва, безпартійна азербайджанська мусульманка, взяла гору над рештою кандидатів від соціал-демократів та соціал-федералістів, організації «Гуммет», націонал-демократів й есерів і стала п'ятим представником округу Караязи з правом голосу в Тифліському повітовому органі місцевого самоврядування.

Інформації про її діяльність як депутат небагато. Однак відомо, що вона переконала уряд побудувати залізницю поруч зі своїм селом. Гвадагіані каже:
Якщо навіть у наш час обрання жінки депутатом досить проблематичне, то обрання жінки-мусульманки у 1918 році взагалі немислимо. Важко уявити, який авторитет вона мала.

У газеті «Sakhalkho Sakme» («Народна справа»), яка належала партії соціалістів-федералістів Грузії, яка була серед тих, хто програв на виборах Софієвій, так написали про це:
Маємо відзначити одну кумедну подію: серед обраних депутатів є одна жінка-мусульманка – Періханим Софієва.

### Період Грузинської РСР
Після окупації Грузії більшовиками 1921 року все майно родини Софєвих було конфісковано. За словами вдови племінника Періханим Рашханди Софієвої, Періханим ненавиділа більшовиків і радянське правління. До похилого віку носила при собі німецький маузер. У період сталінської кампанії «Великого очищення» 5 з 8 братів Періханим розстріляли та поховали в місці масового поховання. Їхні останки досі не знайдені. Гвадагіані спробував знайти в архівах документи братів, але без успіху. Швидше за все, вони були розстріляні або за те, що чинили опір колективізації, або тому, що були відносно заможними людьми. У 1930-х роках цього було достатньо для того, щоб бути визнаним «ворогом народу». Після загибелі братів Періханим все своє життя присвятила тому, щоб виростити та дати освіту їхнім дітям. Із цього роду вийшло багато представників інтелігенції. Зокрема, директор Інституту географії імена Гасана Алієва НАНА Раміз Мамедов доводиться онуковим племінником Періханим Софієвої.

### Смерть
Померла 1953 року від інфаркту, отриманого після звістки про арешт одного з племінників.

## Пам'ять
Найчисленнішим родом у селі Караджаларі, як і раніше, залишається рід Софієвих. Одна з тих, хто бачив Періханим, вдова її племінника Рашханда Софієва, так говорить про неї:
Oo, Періханим ... Нехай змилостивиться Аллах над її душею! Це була неймовірна жінка! Вона була чоловіком, просто народилася жінкою. Чоловіки боялися її, її слово мало велику вагу. Ніхто не ризикував іти проти неї. Якщо щось відбувалося в селі, всі радилися з нею, її слово було як закон... Коли прийшли більшовики, вона продовжувала читати Коран, носити маузер, і ні радянська влада, ні щось інше не змогло її перемогти. Вона дбала про дітей своїх братів, дала їм вищу освіту. Вони в майбутньому стали лікарями, вчителями, вченими... Без освіти це неможливо. Але якщо жінка зможе здобути освіту, як Періхан, то вона доб'ється всього.

За словами внучатого племінника Періханим Бекзада Софієва, вчителя історії з Караджалі, всі люди похилого віку цього регіону знали Періханим і добре про неї відгукувалися:
Вона дуже любила допомагати людям, ніколи не втомлювалася це робити. Вона була свого роду Робіном Гудом.
Частину сільського цвинтаря було виділено сім'ї Софієих. Керуючись тим, що її розстріляні брати не мали могил, Періханим заповідала, щоб її поховали у простій могилі.